# (1012) Sarema
(1012) Sarema ist ein Asteroid des Hauptgürtels, der am 12. Januar 1924 vom deutschen Astronomen Karl Wilhelm Reinmuth entdeckt wurde, der am Observatorium auf dem Königstuhl bei Heidelberg tätig war.
Der Asteroid trägt den Namen einer Figur aus einem Gedicht von Alexander Sergejewitsch Puschkin, welches auch als Vorlage für eine Oper diente.
Seine Umlaufbahn hat eine Große Halbachse von 2,4805 und eine Bahnexzentrizität von 0,1337. Damit bewegt er sich in einem Abstand von 2,1489 (Perihel) bis 2,8121 (Aphel) astronomischen Einheiten in 3,907 a um die Sonne. Die Bahn ist 4,037° gegen die Ekliptik geneigt.
Der Asteroid hat einen Durchmesser von 21,12 km und eine Albedo von 0,430. In ca. 10,32 h rotiert er einmal um die eigene Achse.